# دیوید بارچنا ریوس
دیوید بارچنا ریوس (انگلیسی: David Bárcena Ríos; ۲۶ دسامبر ۱۹۴۱ – ۲۲ فوریهٔ ۲۰۱۷) ورزشکار پنج‌گانه مدرن اهل مکزیک بود.
وی در مسابقات کشوری و بین‌المللی در مجموع برندهٔ ۳ مدال برنز شده‌است.